# Езерак
Езерак (фр. Eyzerac) насеље је и општина у југозападној Француској у региону Аквитанија, у департману Дордоња која припада префектури Нонрон.
По подацима из 2011. године у општини је живело 571 становника, а густина насељености је износила 51,77 становника/km². Општина се простире на површини од 11,03 km². Налази се на средњој надморској висини од 176 метара (максималној 260 m, а минималној 149 m).

## Демографија
| 1962. | 1968. | 1975. | 1982. | 1990. | 1999. | 2011. |
| ----- | ----- | ----- | ----- | ----- | ----- | ----- |
| 402   | 432   | 422   | 430   | 493   | 510   | 571   |

График промене броја становника у току последњих година